# М
Das Em (М und м) ist ein Buchstabe des kyrillischen Alphabets. Es steht für den konsonantischen Laut /m/, der mit dem deutschen M identisch ist. Folgt auf das Em ein ь, stellt das den Laut /mʲ/ dar. Das Em sieht gleich aus wie die Großbuchstabenform des lateinischen M und leitet sich ebenso wie dieses vom griechischen My ab.

## Zeichenkodierung
| Standard  | Standard    | Majuskel М                 | Minuskel м               |
| --------- | ----------- | -------------------------- | ------------------------ |
| Unicode   | Codepoint   | U+041C                     | U+043C                   |
| Unicode   | Name        | CYRILLIC CAPITAL LETTER EM | CYRILLIC SMALL LETTER EM |
| UTF-8     | UTF-8       | D0 9C                      | D0 BC                    |
| XML/XHTML | dezimal     | &#1052;                    | &#1084;                  |
| XML/XHTML | hexadezimal | &#x041C;                   | &#x043C;                 |